# Inibidor de recaptação de glicina
Um inibidor de recaptação de glicina (GRI) é um tipo de fármaco que inibe a recaptação do neurotransmissor glicina através do bloqueio de um ou mais transportadores de glicina (GlyTs). Exemplos de GRIs incluem bitopertina (RG1678), Org 24598, Org 25935, ALX-5407 e sarcosina, que são inibidores seletivos de GlyT1, e Org 25543 e N-araquidonilglicina, que são inibidores seletivos de GlyT2. Alguns inibidores GlyT menos potentes e/ou não seletivos são a amoxapina e o etanol (álcool).